# Geef de mensen wat ze willen
Geef de mensen wat ze willen is een verzamelbox met 4 cd's van Het Goede Doel uit 2001. Op de eerste twee cd's staan vrijwel alle nummers van de studioalbums België, Tempo doeloe, Mooi en onverslijtbaar en Souvenir. Op de andere twee cd's staan enkele nieuwe nummers en verder speciale uitvoeringen, solo-nummers van Henk Westbroek en Henk Temming en nooit eerder uitgebracht materiaal, waaronder enkele nummers uit de begintijd van Het Goede Doel.
Onder dezelfde titel verscheen ook een dubbel-cd met een iets andere eenvoudiger tracklist onder cat.nr. 585 680-2.

## Tracklist 4-cd-box

### Disc 1
1. Hou van mij - 5:55
2. Vriendschap - 4:06
3. In het leven - 4:07
4. Iets van gevoel - 6:04
5. Vechten - 3:56
6. Gijzelaar - 4:03
7. België - 5:59
8. Eenvoud - 3:33
9. Brood en spelen - 4:06
10. Tolerantie - 4:11
11. Ergens ben ik nergens - 4:12
12. Geboren voor het geluk - 5:32
13. Tempo Doeloe - 4:58
14. Blij dat ik je weer zie - 5:48
15. Babies - 4:07
16. De plaat sloeg af en het gesprek viel stil - 6:07

### Disc 2
1. Liefde schijnt zo mooi te zijn - 4:48
2. Zwijgen - 3:38
3. Franse auto - 3:43
4. Verliefd - 3:37
5. Ik zit nergens mee - 5:14
6. Ik dans, dus ik besta - 3:46
7. Atoombom - 2:43
8. Net zo lief gefortuneerd - 3:17
9. Alles geprobeerd - 6:27
10. Ik krijg je wel - 6:44
11. Niemand weet dat jij bestaat - 2:48
12. Vandaag - 5:48
13. The sonic ranger rides again - 3:14
14. Bobby - 5:08
15. Uit vrije wil - 4:26
16. De idioot - 5:57
17. Met open ogen - 2:26
18. Souvenir - 1:01
19. Als ik de bouw van Arnold Schwarzenegger had - 3:14

### Disc 3
1. Alle mensen wonen op de Aarde - 4:12 **
2. De hemel - 3:57 (Henk Westbroek)
3. Er waren mensen op de Maan - 5:15 (Henk Temming)
4. Tegenwoordig wordt weer helemaal als vroeger - 3:17 *
5. 4 films (live) - 4:00
6. Waar ze loopt te wandelen - 4:17 (Henk Westbroek)
7. De koffer - 2:54 (Henk Temming)
8. Sara - 3:50 *
9. Achter de wolken schijnt de zon - 3:53 *
10. De muren zijn te dun - 4:06
11. Jij - 4:21 (Henk Temming)
12. Zelfs je naam is mooi - 4:28 (Henk Westbroek)
13. België 1991 - 4:00
14. Speciale aanbieding - 4:02 *
15. Loods me door de storm - 4:49 (Henk Westbroek)
16. Zij verlangt naar het verleden - 3:48 (Henk Temming)
17. Vier films - 3:53 *
18. Mijn geheim - 2:55 *
19. Nooduitgang - 4:49

### Disc 4
1. Diep in mijn hart - 3:47 **
2. Windstil - 3:06 **
3. Hoe gekker, hoe lekker - 2:44 *
4. Boom - 4:21 *
5. Atoombom - 4:05 *
6. Jane - 4:22 *
7. Halvarine - 3:15 *
8. Sport - 2:50 *
9. De sous-chef - 3:30 *
10. Het loopt allemaal zwaar uit de hand - 5:06 *
11. Het gaat om de sport - 2:27 *
12. Iets van gevoel - 5:01 *
13. Troost - 3:30 *
14. Spijkerbroek - 4:22 *
15. Europe a gogo - 0:30 *
16. Sinterklaas, wie kent hem niet - 3:30 (Henk + Henk)
17. Het hoort met kerstmis ook te sneeuwen - 3:30 (Henk + Henk)
18. Ik vraag aan Sinterklaas een heel gelukkig kerstfeest - 4:00 (Henk Temming)
19. Nasikommervla met sla - 3:04 *
20. Allein - 4:06 *
21. Een eigen huis - 4:10
22. Met open ogen - 3:33 *

(*) nog niet eerder op cd verschenen
(**) nieuw

### Singles van dit album
- Alle mensen wonen op de aarde

1. –Het Goede Doel	Liefde Schijnt Zo Mooi Te Zijn	4:49

## Tracklist dubbel-cd

### Disc 1
1. Hou van mij - 5:55
2. Uit vrije wil - 4:26
3. Vriendschap - 4:06
4. Ik dans, dus ik besta - 3:46
5. Vandaag - 5:48
6. Zwijgen -	3:38
7. Gijzelaar - 4:03
8. Geboren voor het geluk - 5:32
9. Franse auto	- 3:43
10. Net zo lief gefortuneerd- 3:17
11. Nooduitgang	- 4:49
12. Alles geprobeerd - 6:27
13. Eenvoud - 3:33
14. Als ik de bouw van Arnold Schwarzenegger had - 3:13
15. In het leven - 4:17
16. België - 5:59

### Disc 2
1. Alle mensen wonen op de Aarde - 4:12
2. Diep in mijn hart - 3:47
3. Windstil - 3:06
4. Achter de wolken schijnt de Zon -	3:53
5. Brood en spelen -	4:06
6. 4 films (live) - 4:00
7. Mijn geheim - 2:55
8. Niemand weet dat jij bestaat - 2:48
9. Sara - 3:50
10. Tempo Doeloe - 4:58
11. Speciale aanbieding - 4:02
12. The sonic ranger rides again - 3:14
13. Zelfs je naam is mooi - 4:28 (Henk Westbroek)
14. Er waren mensen op de Maan - 5:15 (Henk Temming)
15. Iets van gevoel -	6:04
16. Met open ogen - 2:26
17. De plaat sloeg af en het gesprek viel stil - 6:07
18. Een eigen huis - 	4:10
19. Sinterklaas, wie kent hem niet - 3:03 (Henk en Henk)

## Hitnotering
| "Geef de mensen wat ze willen" in de Nederlandse Album Top 100 - binnen: 15-12-2001 | "Geef de mensen wat ze willen" in de Nederlandse Album Top 100 - binnen: 15-12-2001 | "Geef de mensen wat ze willen" in de Nederlandse Album Top 100 - binnen: 15-12-2001 | "Geef de mensen wat ze willen" in de Nederlandse Album Top 100 - binnen: 15-12-2001 | "Geef de mensen wat ze willen" in de Nederlandse Album Top 100 - binnen: 15-12-2001 | "Geef de mensen wat ze willen" in de Nederlandse Album Top 100 - binnen: 15-12-2001 | "Geef de mensen wat ze willen" in de Nederlandse Album Top 100 - binnen: 15-12-2001 | "Geef de mensen wat ze willen" in de Nederlandse Album Top 100 - binnen: 15-12-2001 | "Geef de mensen wat ze willen" in de Nederlandse Album Top 100 - binnen: 15-12-2001 | "Geef de mensen wat ze willen" in de Nederlandse Album Top 100 - binnen: 15-12-2001 | "Geef de mensen wat ze willen" in de Nederlandse Album Top 100 - binnen: 15-12-2001 | "Geef de mensen wat ze willen" in de Nederlandse Album Top 100 - binnen: 15-12-2001 | "Geef de mensen wat ze willen" in de Nederlandse Album Top 100 - binnen: 15-12-2001 | "Geef de mensen wat ze willen" in de Nederlandse Album Top 100 - binnen: 15-12-2001 |
| Week                                                                                | 01                                                                                  | 02                                                                                  | 03                                                                                  | 04                                                                                  | 05                                                                                  | 06                                                                                  |                                                                                     | 07                                                                                  | 08                                                                                  | 09                                                                                  | 10                                                                                  | 11                                                                                  |                                                                                     |
| ----------------------------------------------------------------------------------- | ----------------------------------------------------------------------------------- | ----------------------------------------------------------------------------------- | ----------------------------------------------------------------------------------- | ----------------------------------------------------------------------------------- | ----------------------------------------------------------------------------------- | ----------------------------------------------------------------------------------- | ----------------------------------------------------------------------------------- | ----------------------------------------------------------------------------------- | ----------------------------------------------------------------------------------- | ----------------------------------------------------------------------------------- | ----------------------------------------------------------------------------------- | ----------------------------------------------------------------------------------- | ----------------------------------------------------------------------------------- |
| Nummer                                                                              | 69                                                                                  | 44                                                                                  | 38                                                                                  | 54                                                                                  | 79                                                                                  | 93                                                                                  | uit                                                                                 | 70                                                                                  | 72                                                                                  | 100                                                                                 | 96                                                                                  | 83                                                                                  | uit                                                                                 |